# Список муніципалітетів Японії
Кожна префектура Японії поділяється на міста, що поділяються на міські райони, та повіти, що поділяються на містечка та села. Виключенням є Префектура Хоккайдо, яка поділяється на округи.
Нижче наведений список упорядкований на кшталт:
- Міста: міські райони Японії.
- Повіти: містечка, села

## Префектура Хоккайдо
Наголоси і транскрипція проставлені
Площа і населення проставлені
Шаблон і посилання проставлені
| - Дате - Муроран - Ноборібецу - Томакомай - Повіт Абута: Тойоура - Тояко - Повіт Сіраой: Сіраой - Повіт Усу: Собецу - Повіт Юфуцу: Абіра - Ацума - Мукава - Саппоро: Ацубецу - Кійота - Кіта - Мінамі - Нісі - Сіроїсі - Теїне - Тойохіра - Хіґасі - Чюо - Ебецу - Еніва - Ісікарі - Кіта-Хіросіма - Тітосе - Повіт Ісікарі: Сін-Сіноцу - Тобецу - Асахікава - Найоро - Сібецу - Фурано - Повіт Камікава (Ісікарі): Айбецу - Біей - Камікава - Піппу - Такасу - Тома - Хіґасікава - Хіґасі-Каґура - Повіт Камікава (Тесіо): Вассаму - Кембуті - Сімокава - Повіт Накаґава (Тесіо): Біфука - Накаґава - Отоїнеппу - Повіт Сораті: Камі-Фурано - Мінамі-Фурано - Нака-Фурано - Повіт Юфуцу: Сімукаппу - Кусіро - Повіт Акан: Цуруй - Повіт Аккеші: Аккеші - Хаманака - Повіт Кавакамі: Сібетя - Тесікаґа - Повіт Кусіро: Кусіро - Повіт Сіранука: Сіранука - Немуро - Повіт Менасі: Раусу - Повіт Ноцуке: Бецукай - Повіт Сібецу: Нака-Сібецу - Сібецу (нижче наведені населені пункти округу, що згідно з офіційною позицією японського уряду вважаються окупованими Росією) - Повіт Еторофу: Рубецу - Повіт Кунасірі: Томарі - Руйобецу - Повіт Сібеторо: Сібеторо - Повіт Сікотан: Сікотан - Повіт Шяна: Сяна | - Хакодате - Хокуто - Повіт Камеда: Нанае - Повіт Каміїсо: Кіконай - Сіріуті - Повіт Каябе: Морі - Сікабе - Повіт Мацумае: Мацумае - Фукусіма - Повіт Футамі: Якумо - Повіт Ямакосі: Осямамбе - Абасірі - Кітамі - Момбецу - Повіт Абасірі: Біхоро - Одзора - Цубецу - Повіт Момбецу: Енґару - Нісі-Окоппе - Окоппе - Ому - Такіноуе - Юбецу - Повіт Сярі: Кійосато - Косімідзу - Сярі - Повіт Токоро: Куннепу - Окето - Сарома - Румой - Повіт Масіке: Масіке - Повіт Румой: Обіра - Повіт Тесіо: Енбецу - Тесіо - Хоронобе - Повіт Томамае: Сьосамбецу - Томамае - Хаборо - Отару - Повіт Абута: Кімобецу - Куттян - Кьоґоку - Маккарі - Нісеко - Русуцу - Повіт Іванай: Іванай - Кьова - Повіт Ісоя: Ранкосі - Повіт Йоїті: Акаїґава - Йоїті - Нікі - Повіт Сімамакі: Сімамакі - Повіт Сутцу: Куромацунай - Сутцу - Повіт Сякотан: Сякотан - Повіт Фурубіра: Фурубіра - Повіт Фуруу: Камоенай - Томарі - Акабіра - Асібецу - Бібай - Івамідзава - Мікаса - Сунаґава - Такікава - Утасінай - Фукаґава - Юбарі - Повіт Кабато: Сін-Тоцукава - Ураусу - Цукіґата - Повіт Сораті: Камі-Сунаґава - Наїе - Нампоро - Повіт Урю: Мосеусі - Нумата - Тіппубе - Урю - Хокурю - Хороканай - Повіт Юбарі: Куріяма - Наґанума - Юні | - Вакканай - Повіт Есасі: Есасі - Нака-Томбецу - Хаматомбецу - Повіт Ребун: Ребун - Повіт Рісірі: Рісірі - Рісірі-Фудзі - Повіт Соя: Саруфуцу - Повіт Тесіо: Тойотомі - Обіхіро - Повіт Асьоро: Асьоро - Рікубецу - Повіт Камікава (Токаті): Сімідзу - Сінтоку - Повіт Касай: Мемуро - Нака-Сацунай - Сарабецу - Повіт Като: Камі-Сіхоро - Отофуке - Сікаой - Сіхоро - Повіт Накаґава (Токаті): Ікеда - Макубецу - Тойокоро - Хомбецу - Повіт Токаті: Урахоро - Повіт Хіроо: Тайкі - Хіроо - Повіт Ніїкаппу: Ніїкаппу - Повіт Самані: Самані - Повіт Сару: Хідака - Біраторі - Повіт Уракава: Уракава - Повіт Хідака: Сін-Хідака - Повіт Хороїдзумі: Ерімо - Повіт Кудо: Сетана - Повіт Нісі: Отобе - Повіт Окушірі: Окушірі - Повіт Сетана: Імакане - Повіт Хіяма: Ассабу - Есасі - Камінокуні |

## Префектура Аоморі
Наголоси і транскрипція проставлені
Площа і населення проставлені
Шаблон і посилання проставлені
| - Аоморі - Ґосьоґавара - Куроїсі - Місава - Муцу - Товада - Хатінохе - Хіракава - Хіросакі - Цуґару | - Повіт Камі-Кіта: Йокохама - Нохедзі - Ойрасе - Роккасьо - Рокунохе - Сітінохе - Тохоку - Повіт Кіта-Цуґару: Ітаянаґі - Накадомарі - Цурута - Повіт Мінамі-Цуґару: Інакадате - Овані - Фудзісакі - Повіт Нака-Цуґару: Нісі-Мея - Повіт Нісі-Цуґару: Адзіґасава - Фукаура - Повіт Саннохе: Ґонохе - Намбу - Саннохе - Сінґо - Такко - Хасікамі - Повіт Сімо-Кіта: Кадзамаура - Ома - Сай - Хіґасідорі - Повіт Хіґасі-Цуґару: Йомоґіта - Імабецу - Сотоґахама - Хіранай |

## Префектура Івате
Наголоси і транскрипція проставлені
Площа і населення проставлені
Шаблон і посилання проставлені
| - Ітіносекі - Камаїсі - Кітакамі - Кудзі - Міяко - Моріока - Нінохе - Осю - Офунато - Рікудзен-Таката - Тоно - Ханамакі - Хатімантай | - Повіт Ваґа: Нісі-Ваґа - Повіт Івате: Івате - Кудзумакі - Сідзукуїсі - Такідзава - Повіт Ісава: Канеґасакі - Повіт Камі-Хей: Оцуті - Повіт Кесен: Суміта - Повіт Кунохе: Карумай - Кунохе - Нода - Хіроно - Повіт Нінохе: Ітінохе - Повіт Нісі-Івай: Хіраїдзумі - Повіт Сіва: Сіва - Яхаба - Повіт Сімо-Хей: Іваїдзумі - Танохата - Фудай - Ямада - Повіт Хіґасі-Івай: Фудзісава |

## Префектура Міяґі
Наголоси і транскрипція проставлені
Площа і населення проставлені
Шаблон і посилання проставлені
| - Сендай: Аоба - Вакабаясі - Ідзумі - Міяґіно - Тайхаку - Іванума - Ісіномакі - Какуда - Кесен-Нума - Куріхара - Наторі - Осакі - Сіоґама - Сіроїсі - Таґадзьо - Томе - Хіґасі-Мацусіма | - Повіт Ватарі: Ватарі - Ямамото - Повіт Іґу: Маруморі - Повіт Камі: Камі - Сікама - Повіт Катта: Дзао - Сітікасюку - Повіт Курокава: Осато - Охіра - Тайва - Томія - Повіт Міяґі: Мацусіма - Ріфу - Сітіґахама - Повіт Мотойосі: Мінамі-Санріку - Повіт Осіка: Онаґава - Повіт Сібата: Кавасакі - Мурата - Оґавара - Сібата - Повіт Тода: Вакуя - Місато |

## Префектура Акіта
Наголоси і транскрипція проставлені
Площа і населення проставлені
Шаблон і посилання проставлені
| - Акіта - Дайсен - Йокоте - Кадзуно - Катаґамі - Кіта-Акіта - Нікахо - Носіро - Оґа - Одате - Сембоку - Юдзава - Юрі-Хондзьо | - Повіт Кадзуно： Косака - Повіт Кіта-Акіта： Камі-Коані - Повіт Мінамі-Акіта： Ґодзьоме - Ікава - Оґата - Хатіроґата - Повіт Оґаті： Уґо - Хіґасі-Нарусе - Повіт Сембоку： Місато - Повіт Ямамото： Мітане - Фудзісато - Хаппо |

## Префектура Ямаґата
Наголоси і транскрипція проставлені
Площа і населення проставлені
Шаблон і посилання проставлені
| - Йонедзава - Камінояма - Мураяма - Наґай - Нанйо - Обанадзава - Саґае - Саката - Сіндзьо - Тендо - Хіґасіне - Цуруока - Ямаґата | - Повіт Акумі： Юдза - Повіт Кіта-Мураяма： Оїсіда - Повіт Моґамі： Канеяма - Мамуроґава - Моґамі - Окура - Сакеґава - Тодзава - Фунаґата - Повіт Нісі-Мураяма： Асахі - Кахоку - Нісікава - Ое - Повіт Нісі-Окітама： Іїде - Оґуні - Сіратака - Повіт Хіґасі-Мураяма： Накаяма - Яманобе - Повіт Хіґасі-Окітама： Такахата - Каванісі - Повіт Хіґасі-Таґава： Мікава - Сьонай |

## Префектура Фукусіма
Наголоси і транскрипція проставлені
Площа і населення проставлені
Шаблон і посилання проставлені
| - Айдзу-Вакамацу - Дате - Івакі - Кітаката - Коріяма - Ніхонмацу - Мінамі-Сома - Мотомія - Сіракава - Сома - Сукаґава - Тамура - Фукусіма | - Повіт Адаті： Отама - Повіт Дате： Кавамата - Коорі - Кунімі - Повіт Івасе： Каґаміїсі - Теней - Повіт Ісікава： Асакава - Ісікава - Тамакава - Фурудоно - Хірата - Повіт Каванума： Айдзу-Банґе - Юґава - Янайдзу - Повіт Мінамі-Айдзу： Мінамі-Айдзу - Сімоґо - Тадамі - Хіноемата - Повіт Нісі-Сіракава： Ідзумідзакі - Накадзіма - Нісіґо - Ябукі - Повіт Онума： Айдзу-Місато - Канеяма - Місіма - Сьова - Повіт Сома： Іїтате - Сінті - Повіт Тамура： Міхару - Оно - Повіт Футаба： Кавауті - Кацурао - Наміє - Нараха - Окума - Томіока - Футаба - Хіроно - Повіт Хіґасі-Сіракава： Самеґава - Танаґура - Ханава - Ямацурі - Повіт Яма： Бандай - Інавасіро - Кіта-Сіобара - Нісі-Айдзу |

## Префектура Ібаракі
Наголоси і транскрипція проставлені
Площа і населення проставлені
Шаблон і посилання проставлені
| - Бандо - Дзьосо - Інасікі - Ісіока - Ітако - Камісу - Касама - Касіма - Касуміґаура - Кіта-Ібаракі - Коґа - Міто - Морія - Нака - Намеґата - Омітама | - Рюґасакі - Сакураґава - Сімоцума - Такахаґі - Тікусей - Торіде - Усіку - Хітаті - Хітаті-Нака - Хітаті-Омія - Хітаті-Ота - Хокота - Цукуба - Цукуба-Мірай - Цутіура - Юкі | - Повіт Інасікі： Амі - Каваті - Міхо - Повіт Кіта-Сома： Тоне - Повіт Кудзі： Дайґо - Повіт Нака： Токай - Повіт Сасіма： Ґока - Сакай - Повіт Хіґасі-Ібаракі： Ібаракі - Оарай - Сіросато - Повіт Юкі： Ятійо |

## Префектура Тотіґі
Наголоси і транскрипція проставлені
Площа і населення проставлені
Шаблон і посилання проставлені
| - Асікаґа - Канума - Моока - Насу-Карасуяма - Насу-Сіобара - Нікко - Отавара - Ояма - Сакура - Сано - Сімоцуке - Тотіґі - Уцуномія - Яїта | - Повіт Каваті： Камінокава - Повіт Камі-Цуґа： Нісіката - Повіт Насу： Накаґава - Насу - Повіт Сімо-Цуґа： Мібу - Ноґі - Івафуне - Повіт Сіоя： Сіоя - Таканедзава - Повіт Хаґа： Ітікай - Масіко - Мотеґі - Хаґа |

## Префектура Ґумма
Наголоси і транскрипція проставлені
Площа і населення проставлені
Шаблон і посилання проставлені
| - Аннака - Ісесакі - Кірю - Маебасі - Мідорі - Нумата - Ота - Сібукава - Такасакі - Татебаясі - Томіока - Фудзіока | - Повіт Аґацума： Кусацу - Наґанохара - Наканодзьо - Такаяма - Хіґасі-Аґацума - Цумаґой - Повіт Канра： Канра - Наммоку - Сімоніта - Повіт Кіта-Ґумма： Сінто - Йосіока - Повіт Ора： Ітакура - Мейва - Оїдзумі - Ора - Тійода - Повіт Сава： Тамамура - Повіт Тано： Канна - Уено - Повіт Тоне： Каваба - Катасіна - Мінакамі - Сьова |

## Префектура Сайтама
Наголоси і транскрипція проставлені
Площа і населення проставлені
Шаблон і посилання проставлені
| - Сайтама： Івацукі - Кіта - Мідорі - Мінамі - Мінума - Нісі - Омія - Сакура - Урава - Чюо - Аґео - Асака - Вако - Варабі - Ґьода - Йосікава - Ірума - Каваґое - Каваґуті - Кадзо - Касукабе - Кітамото - Коносу - Косіґая - Кукі - Кумаґая - Місато - Ніїдза - Океґава | - Сакадо - Сатте - Саяма - Сікі - Сока - Тітібу - Тода - Токородзава - Фудзімі - Фудзіміно - Фукая - Ханно - Ханю - Хасуда - Хатоґая - Хіґасі-Мацуяма - Хідака - Хондзьо - Цуруґасіма - Ясіо | - Повіт Ірума： Мійосі - Морояма - Оґосе - Повіт Кіта-Адаті： Іна - Повіт Кіта-Кацусіка： Мацубусі - Суґіто - Повіт Кодама： Камікава - Камісато - Місато - Повіт Осато： Йорії - Повіт Мінамі-Сайтама： Міясіро - Сіраока - Повіт Тітібу： Йокодзе - Мінано - Наґаторо - Оґано - Хіґасі-Тітібу - Повіт Хікі： Йосімі - Кавадзіма - Намеґава - Рандзан - Оґава - Токіґава - Хатояма |

## Префектура Тіба
Наголоси і транскрипція проставлені
Площа і населення проставлені
Шаблон і посилання проставлені
| - Тіба： Вакаба - Інаґе - Мідорі - Міхама - Тюо - Ханаміґава - Абіко - Асахі - Йоцукайдо - Індзай - Ісумі - Ітікава - Ітіхара - Камаґая - Камоґава - Касіва - Каторі - Кацуура - Кіміцу - Кісарадзу - Мацудо - Мінамі-Босо - Мобара | - Наґареяма - Нарасіно - Наріта - Нода - Сакура - Самму - Сірой - Содеґаура - Соса - Татеяма - Тоґане - Томісато - Тьосі - Ураясу - Фунабасі - Фуццу - Ятійо - Ятімата | - Повіт Ава： Кьонан - Повіт Імба： Сакае - Сісуй - Повіт Ісумі： Ондзюку - Отакі - Повіт Каторі： Кодзакі - Тако - Тоносьо - Повіт Самбу： Йокосіба-Хікарі - Кудзюкурі - Оамі-Сірасато - Сібаяма - Повіт Тьосей： Ітіномія - Муцудзава - Наґара - Сірако - Тьонан - Тьосей |

## Токіо
Наголоси і транскрипція проставлені
Площа і населення проставлені
Шаблон і посилання проставлені
ДОРОБИТИ РАЙОНИ
| - Особливі райони Токіо： Адаті - Аракава - Бункьо - Едоґава - Ітабасі - Кацусіка - Кіта - Кото - Меґуро - Мінато - Накано - Неріма - Ота - Сетаґая - Сінаґава - Суґінамі - Суміда - Тайто - Тійода - Тосіма - Чюо - Шібуя - Шінджюку - Акіруно - Акісіма - Інаґі - Кійосе - Коґаней - Кодайра - Кокубундзі - Комае - Кунітаті - Матіда | - Мітака - Мусасі-Мураяма - Мусасіно - Нісі-Токьо - Оме - Тама - Татікава - Тьофу - Фусса - Футю - Хамура - Хатіодзі - Хіґасі-Куруме - Хіґасі-Мураяма - Хіґасі-Ямато - Хіно | - Повіт Нісі-Тама： Мідзухо - Окутама - Хіноде - Хінохара (Острівні території Токіо)： - Аоґасіма - Кодзусіма - Мікурадзіма - Міяке - Ніїдзіма - Оґасавара - Осіма - Тосіма - Хатідзьо |

## Префектура Канаґава
Наголоси і транскрипція проставлені
Площа і населення проставлені
Шаблон і посилання проставлені
| - Йокогама： Аоба - Асахі - Ідзумі - Ісоґо - Канаґава - Канадзава - Конан - Кохоку - Мідорі - Мінамі - Нака - Нісі - Сакае - Сея - Тоцука - Ходоґая - Цудзукі - Цурумі - Кавасакі： Асао - Кавасакі - Міямае - Накахара - Сайвай - Такацу - Тама - Саґаміхара： Мідорі - Мінамі - Чюо - Ацуґі - Аясе - Дзама - Дзусі - Ебіна - Ісехара - Йокосука - Камакура - Мінамі-Асіґара - Міура - Одавара - Тіґасакі - Фудзісава - Хадано - Хірацука - Ямато | - Повіт Міура： Хаяма - Повіт Кодза： Самукава - Повіт Нака： Ніномія - Оїсо - Повіт Асіґара-Камі： Кайсей - Мацуда - Накай - Ой - Ямакіта - Повіт Асіґара-Сімо： Манадзуру - Хаконе - Юґавара - Повіт Айко： Айкава - Кійокава |

## Префектура Ніїґата
Наголоси і транскрипція проставлені
Площа і населення проставлені
Шаблон і посилання проставлені
| - Ніїґата： Акіха - Кіта - Конан - Мінамі - Нісі - Нісікан - Хіґасі - Чюо - Аґано - Ґосен - Дзьоецу - Ітоїґава - Камо - Касівадзакі - Мінамі-Уонума - Міцуке - Муракамі - Мьоко - Наґаока - Одзія - Садо - Сандзьо - Сібата - Тайнай - Токаматі - Цубаме - Уонума | - Повіт Івафуне： Секікава - Авасімаура - Повіт Каріва： Каріва - Повіт Кіта-Камбара： Сейро - Повіт Нака-Уонума： Цунан - Повіт Мінамі-Камбара： Таґамі - Повіт Мінамі-Уонума： Юдзава - Повіт Нісі-Камбара： Яхіко - Повіт Санто： Ідзумодзакі - Повіт Хіґасі-Камбара： Аґа |

## Префектура Тояма
Наголоси і транскрипція проставлені
Площа і населення проставлені
Шаблон і посилання проставлені
| - Імідзу - Куробе - Намерікава - Нанто - Оябе - Такаока - Тонамі - Тояма - Уодзу - Хімі | - Повіт Нака-Ніїкава： Каміїті - Татеяма - Фунахасі - Повіт Сімо-Ніїкава： Асахі - Нюдзен |

## Префектура Ісікава
Наголоси і транскрипція проставлені
Площа і населення проставлені
Шаблон і посилання проставлені
| - Вадзіма - Каґа - Канадзава - Кахоку - Комацу - Нанао - Номі - Судзу - Хакуй - Хакусан | - Повіт Ісікава： Ноноїті - Повіт Касіма： Нака-Ното - Повіт Кахоку： Утінада - Цубата - Повіт Номі： Кавакіта - Повіт Хакуй： Сіка - Ходацу-Сімідзу - Повіт Хосу： Анамідзу - Ното |

## Префектура Фукуй
Наголоси і транскрипція проставлені
Площа і населення проставлені
Шаблон і посилання проставлені
| - Авара - Етідзен - Кацуяма - Обама - Оно - Сабае - Сакай - Фукуй - Цуруґа | - Повіт Імадате： Ікеда - Повіт Йосіда： Ейхейдзі - Повіт Міката： Міхама - Повіт Міката-Камінака： Вакаса - Повіт Нандзьо： Мінамі-Етідзен - Повіт Ню： Етідзен - Повіт Ой： Ой - Такахама |

## Префектура Яманасі
Наголоси і транскрипція проставлені
Площа і населення проставлені
Шаблон і посилання проставлені
| - Кай - Косю - Кофу - Мінамі-Альпс - Нірасакі - Оцукі - Уенохара - Фудзі-Йосіда - Фуефукі - Хокуто - Цуру - Чюо - Яманасі | - Повіт Кіта-Цуру： Косуґе - Табаяма - Повіт Мінамі-Кома： Мінобу - Намбу - Фудзікава - Хаякава - Повіт Мінамі-Цуру： Досі - Нарусава - Нісі-Кацура - Осіно - Фудзі-Каваґутіко - Яманакако - Повіт Нака-Кома： Сьова - Повіт Нісі-Яцусіро： Ітікава-Місато |

## Префектура Наґано
Наголоси і транскрипція проставлені
Площа і населення проставлені
Шаблон і посилання проставлені
| - Адзуміно - Іїда - Іна - Іїяма - Комаґане - Коморо - Мацумото - Наґано - Накано - Окая - Оматі - Саку - Сіодзірі - Сува - Судзака - Тікума - Тіно - Томі - Уеда | - Повіт Камі-Іна： Іїдзіма - Мінамі-Мінова - Мінова - Міяда - Накаґава - Тацуно - Повіт Камі-Міноті： Іїдзуна - Оґава - Сінано - Повіт Камі-Такай： Обусе - Такаяма - Повіт Кісо： Аґемацу - Кісо - Кісо - Наґісо - Окува - Отакі - Повіт Кіта-Адзумі： Ікеда - Мацукава - Отарі - Хакуба - Повіт Кіта-Саку： Каруїдзава - Мійота - Татесіна - Повіт Мінамі-Саку： Кавакамі - Кіта-Айкі - Коумі - Мінамі-Айкі - Мінамі-Макі - Сакухо - Повіт Сімо-Іна： Анан - Аті - Мацукава - Неба - Осіка - Сімодзьо - Такаґі - Такаморі - Тенрю - Тойоока - Уруґі - Хірая - Ясуока - Повіт Сімо-Міноті： Сакае - Повіт Сімо-Такай： Кідзіма-Дайра - Нодзава-Онсен - Яманоуті - Повіт Сува： Сімо-Сува - Фудзімі - Хара - Повіт Тіїсаґата： Аокі - Наґава - Повіт Ханісіна： Сакакі - Повіт Хіґасі-Тікума： Асахі - Ікусака - Омі - Тікухоку - Ямаґата |

## Префектура Ґіфу
Наголоси і транскрипція проставлені
Площа і населення проставлені
Шаблон і посилання проставлені
| - Ґеро - Ґіфу - Ґудзьо - Ена - Кайдзу - Какаміґахара - Кані - Мідзунамі - Мідзухо - Міно - Міно-Камо - Мотосу - Накацуґава - Оґакі - Секі - Тадзімі - Такаяма - Токі - Хасіма - Хіда - Ямаґата | - Повіт Ампаті： Ампаті - Ваноуті - Ґодо - Повіт Йоро： Йоро - Повіт Ібі： Ібіґава - Ікеда - Оно - Повіт Камо： Кавабе - Сакахоґі - Сіракава - Томіка - Хіґасі-Сіракава - Хітісо - Яоцу - Повіт Кані： Мітаке - Повіт Мотосу： Кітаґата - Повіт Оно： Сіракава - Повіт Фува： Секіґахара - Таруй - Повіт Хасіма： Ґінан - Касамацу |

## Префектура Сідзуока
ЯПОНСЬКИЙ ШАБЛОН

Наголоси і транскрипція проставлені
Площа і населення проставлені
Шаблон і посилання проставлені
| - Сідзуока： Аой - Сімідзу - Суруґа - Атамі - Ґотемба - Івата - Ідзу - Ідзунокуні - Іто - Какеґава - Кікуґава - Косай - Макінохара - Місіма - Нумадзу - Омаедзакі - Фудзі - Фудзієда - Фудзіномія - Фукурой - Сімада - Сімода - Сусоно - Хамамацу： Кіта - Мінамі - Нака - Нісі - Тенрю - Хамакіта - Хіґасі - Яйдзу | - Повіт Камо： Кавадзу - Мацудзакі - Мінамі-Ідзу - Нісі-Ідзу - Хіґасі-Ідзу - Повіт Сунто： Наґаїдзумі - Ояма - Сімідзу - Повіт Сюті： Морі - Повіт Таґата： Каннамі - Повіт Хайбара： Йосіда - Каванехон |

## Префектура Айті
ЯПОНСЬКИЙ ШАБЛОН

Наголоси і транскрипція проставлені
Площа і населення проставлені
Шаблон і посилання проставлені
| - Наґоя： Ацута - Кіта - Мейто - Мідорі - Мінамі - Мінато - Мідзухо - Моріяма - Нака - Накаґава - Накамура - Нісі - Сьова - Темпаку - Тікуса - Хіґасі - Айсай - Ама - Андзьо - Ґамаґорі - Івакура - Інадзава - Інуяма - Ітіномія - Карія - Касуґай - Кійосу - Кіта-Наґоя - Комакі - Конан - Мійосі - Нісіо - Ніссін - Обу - Оварі-Асахі - Окадзакі - Сето - Сінсіро - Такахама - Такахара - Тірю - Тіта - Тойоаке - Тойокава - Тойота - Тойохасі - Токай - Токонаме - Ханда - Хекінан - Цусіма - Ятомі | - Повіт Айті： Наґакуте - Тоґо - Повіт Ама： Каніє - Охару - Тобісіма - Повіт Кіта-Сітара： Сітара - Тоей - Тойоне - Повіт Нісі-Касуґай： Тойояма - Повіт Ніва： Оґуті - Фусо - Повіт Нуката： Кота - Повіт Тіта： Аґуй - Мінамі-Тіта - Міхама - Такетойо - Хіґасіура |

## Префектура Міє
ЯПОНСЬКИЙ ШАБЛОН

Наголоси і транскрипція проставлені
Площа і населення проставлені
Шаблон і посилання проставлені
| - Іґа - Ісе - Інабе - Йоккаїті - Камеяма - Кувана - Кумано - Мацусака - Набарі - Овасе - Сіма - Судзука - Тоба - Цу | - Повіт Ватарай： Ватарай - Мінамі-Ісе - Тайкі - Тамакі - Повіт Інабе： Тоїн - Повіт Кіта-Муро： Кіхоку - Повіт Кувана： Кісосакі - Повіт Міє： Асахі - Каваґое - Комоно - Повіт Мінамі-Муро： Кіхо - Міхама - Повіт Такі： Мейва - Одай - Такі |

## Префектура Сіґа
- Оцу
- Хіконе
- Наґахама
- Омі-Хачіман
- Кусацу
- Моріяма
- Рітто
- Кока
- Ясу
- Конан
- Такасіма
- Хіґасі-Омі
- Майбара
- Повіт Ґамо： Хіно - Рюо
- Повіт Еті： Айсьо
- Повіт Інукамі： Тойосато - Кора - Таґа

## Префектура Кіото
- Кіото： Каміґьо • Кіта • Мінамі • Накаґьо • Нісікьо • Сакьо • Сімоґьо • Укьо • Фусімі • Хіґасіяма • Ямасіна
- Фукучіяма
- Майдзуру
- Аябе
- Уджі
- Міядзу
- Камеока
- Джьойо
- Муко
- Наґаока-кьо
- Явата
- Кьо-Танабе
- Кьо-Танґо
- Нантан
- Кідзуґава
- Отокуні： Оямадзакі
- Кусе： Куміяма
- Цудзукі： Іде, Уджі-тавара
- Сораку：Касаґі, Вадзука, Сейка, Мінамі-Ямашіро
- Фунай： Кьо-Тамба
- Йоса： Іне, Йосано

## Префектура Сімане
- Мацуе
- Хамада
- Ідзумо
- Масуда
- Ода
- Ясуґі
- Ґоцу
- Уннан
- Повіт Ніта： Окуїдзумо
- Повіт Іїсі： Іїнан
- Повіт Хікава： Хікава
- Повіт Оті： Кавамото - Місато - Онан
- Повіт Каноасі： Цувано - Йосіка
- Повіт Окі： Ама - Нісіносіма - Тібу - Окіносіма

## Префектура Хіросіма
Наголоси і транскрипція проставлені
Площа і населення проставлені
Шаблон і посилання проставлені
| - Хіросіма： Акі • Аса-Кіта • Аса-Мінамі • Мінамі • Нака • Нісі • Саекі • Хіґасі - Акі-Таката - Етадзіма - Куре - Мійосі - Міхара - Ономіті - Отаке - Сьобара - Такехара - Фукуяма - Футю - Хацукаїті - Хіґасі-Хіросіма | - Повіт Акі： Футю - Кайта - Кумано - Сака - Повіт Ямаґата： Акі-Ота - Кіта-Хіросіма - Повіт Тойота： Осакі-Камідзіма - Повіт Сера： Сера - Повіт Дзінсекі： Дзінсекі-Коґен |